# Songbook
Un songbook es un libro impreso, el cual posee letras de canciones, tablatura y/o partituras para diferentes instrumentos musicales, de una o más bandas o músicos. La mayoría de las veces, posee contenido oficial, el cual puede ser escrito por el propio compositor, o revisado por sí mismo.